# Quận Imperial, California
Quận Imperal là một quận trong tiểu bang California, Hoa Kỳ. Quận lỵ đóng tại thành phố El Centro2. Theo Cục điều tra dân số Hoa Kỳ, dân số năm 2010 của quận này là 174528 người 2.